# Leclanché SA
Leclanché ist ein Schweizer Hersteller von Akkumulatoren und Energiespeichersystemen.

## Geschichte

Historisches Logo

Leclanché wurde 1909 in Yverdon-les-Bains als Batteriehersteller gegründet. Der Firmenname bezog sich auf die Leclanché-Batterie, ohne dass das Unternehmen mit deren französischen Erfinder Georges Leclanché verbunden war. Das von Letzterem gegründete, französische Unternehmen Leclanché ging in den 1930er Jahren in den Besitz des Batterieherstellers Fulmen über, das 1952 von Saft übernommen wurde.
Im Jahr 1918 eröffnete das Unternehmen ein eigenes Test- und Entwicklungslabor. Bis zum Jahr 1997 fertigte das Unternehmen verschiedene Arten von Batterien und Akkumulatoren. Von 1997 an verfolgte das Unternehmen eine Diversifizierungsstrategie, unter anderem wurden zwischenzeitlich Photovoltaikzellen gefertigt. Durch die Integration der Bullith AG, ein Spin-off der Fraunhofer-Gesellschaft, im Jahr 2006 wandelte sich das Unternehmen von einem traditionellen Batteriehersteller zu einem Entwickler und Hersteller von Lithium-Ionen-Zellen und kompletten Energiespeichern in Europa. 2008 verließ Leclanché das ursprüngliche historische Gelände und zog in eine moderne Produktionsanlage, die sich ebenfalls in Yverdon-les-Bains befindet. Im Jahr 2013 stieg Precept als strategischer Investor ein. Mitte 2014 wurde der ausstehende Kredit in Aktien gewandelt, wodurch der Investor seine Aktienmehrheit auf über 90 Prozent ausgebaut hat.

## Unternehmensdaten
Das Unternehmen beschäftigte im Jahr 2013 rund 100 Mitarbeiter und ist an der SIX Swiss Exchange (LECN) notiert. Es hat seinen Haupt- und Entwicklungssitz in Yverdon-les-Bains (Schweiz) und einen Produktionsstandort in Willstätt (Deutschland). In Willstätt verfügt das Unternehmen über eine vollautomatisierte Produktionsanlage für Lithium-Titanat-Zellen. Die Zahl der Beschäftigten am deutschen Standort liegt bei knapp 60.
Der konsolidierte Umsatz für das Fiskaljahr 2017 betrug 18 Mio. CHF nach 28,5 Mio. im Jahr 2016. Das EBITDA wies einen Verlust von 31,8 CHF aus, verglichen mit einem Verlust von 28,4 im Jahr 2016.

## Produktionsprogramm
Leclanché hat sich auf die Produktion von Lithium-Ionen-Zellen für Batteriespeicher für Eigenheime, Industrieanlagen (auch Container-basiert) und Netzbetreiber spezialisiert, die vor allem im Bereich der erneuerbaren Energien Anwendung finden. Ein weiterer Schwerpunkt liegt bei der Entwicklung von mobilen Batteriespeichern, etwa für die Medizintechnik. Die Herstellung der großformatigen Lithium-Titanat-Zellen mit einem patentierten Keramik-Separator begann Mitte 2012. Die Fertigung der DIN-A-4-großen Zellen erfolgt wasserbasiert, so dass keine gesundheitsschädlicheren Lösemittel erforderlich sind. Laut Hersteller überstehen die Akkumulatoren 15.000 Be- und Entladezyklen. Im März 2014 hat das Unternehmen die TiBox vorgestellt, ein Batteriespeicher speziell für den Einsatz in Privathäusern. Für das erstmals im Dezember 2020 angekündigte Canadian-Pacific-Projekt einer wasserstoffbetriebenen Lokomotive wird Leclanché Batterien für ein innovatives Wasserstofflokomotiven-Programm liefern. CP wird eine dieselelektrische Güterzuglokomotive mit Wasserstoff-Brennstoffzellen und Lithium-Ionen-Batterien umrüsten, um die elektrischen Fahrmotoren der Lokomotive zu betreiben.

## Kooperationen
Das Unternehmen unterhält eine Vielzahl an Kooperationen in den Bereichen Technologie, Marketing und Vertrieb. Zu den bedeutendsten zählen die Zusammenarbeit mit der US-amerikanischen Precept-Tochter Oakridge Global Energy Solutions zur Stärkung der Aktivitäten auf dem US-Markt sowie eine Entwicklungsvereinbarung mit Saint-Gobain; letztere dient der Entwicklung eines neuen Keramik-Separators. Leclanché ist Mitglied im Bundesverband Energiespeicher.